# Матвеев, Василий Васильевич
Васи́лий Васи́льевич Матве́ев (22 декабря 1911, Большое Пызаково, Кужнурская волость, Уржумский уезд, Вятская губерния, Российская империя ― 1 апреля 1997, Москва, Россия) — советский партийный и государственный деятель. Министр сланцевой и химической промышленности Эстонской ССР (1945―1948), начальник Главлеса РСФСР (1951―1953), Главросчермета РСФСР (1953―1957), заместитель председателя Госснаба РСФСР (1963―1986). Председатель Совета Министров Марийской АССР (1948—1951). Член ВКП(б).

## Биография
Родился 22 декабря 1911 года в дер. Большое Пызаково, ныне Новоторъяльского района Республики Марий Эл в многодетной семье марийского крестьянина-карта (языческого жреца), раскулаченного и высланного из родной деревни.
В 1934 году окончил Московский механико-машиностроительный институт им. Н. Э. Баумана. Работал инженером-технологом завода им. Г. М. Маленкова в Москве, в 1941―1944 годах ― начальник отдела Наркомата местной промышленности РСФСР. С 1944 года был сотрудником Бюро ЦК ВКП(б) по Эстонской ССР, в 1945―1948 годах ― министр сланцевой и химической промышленности Эстонской ССР. В 1948―1951 годах был Председателем Совета Министров Марийской АССР.
С 1951 года ― начальник Главлеса, с 1953 года ― начальник Главросчермета РСФСР. В 1957 году заочно окончил Высшую партийную школу при ЦК КПСС. В 1957―1963 годах ― первый заместитель председателя Марийского Совнархоза. В 1963―1986 годах был заместителем председателя Госснаба РСФСР.
В 1951―1955 годах избирался депутатом Верховного Совета Марийской АССР.
В 1920-е годы был известен в Марийской автономной области как публицист и переводчик. В 1930 году Центриздатом в его переводах опубликован ряд брошюр на марийском языке (например, М. Калинин «16-шо партийный конференцийыште доклад» и другие). При публикациях использовал псевдоним «Вачи».
Награждён орденами Трудового Красного Знамени, «Знак Почёта», медалями, а также Почётными грамотами Президиумов Верховных Советов Эстонской АССР и Марийской АССР.
Ушёл из жизни 1 апреля 1997 года в Москве, похоронен на Ваганьковском кладбище.

## Награды
- Орден Трудового Красного Знамени[2][3]
- Орден «Знак Почёта»[2][3]
- Орден Отечественной войны II степени (1945)[2][3]
- Орден Красной Звезды (1944)[2][3]
- Медаль «За доблестный труд. В ознаменование 100-летия со дня рождения Владимира Ильича Ленина»
- Почётная грамота Президиума Верховного Совета Эстонской ССР (1948)[2][3]
- Почётная грамота Президиума Верховного Совета Марийской АССР (1961)[2][3]